# Geidam
Geidam è una città della Repubblica Federale della Nigeria appartenente allo stato di Yobe.
È il capoluogo dell'omonima area a governo locale (local government area) che si estende su una superficie di 4.357 km² e conta una popolazione di 157.295 abitanti.